# Gruppo di NGC 1461
Il Gruppo di NGC 1461 comprende almeno cinque galassie situate nella costellazione dell'Eridano.
La distanza media tra il centro di massa di questo gruppo e la nostra Via Lattea è di circa 57 milioni di anni luce (17,5 Mpc).

## Membri
Le galassie componenti il gruppo, nell'ordine indicato nell'articolo di Garcia del 1993, sono elencate nella tabella sottostante.
| Nome         | Classificazione | Tipo                        | RA (J2000.0)  | DEC (J2000.0) | Velocità radiale (km/s) | Magnitudine apparente | Distanza (Mpc) | Dimensioni (kal) |
| ------------ | --------------- | --------------------------- | ------------- | ------------- | ----------------------- | --------------------- | -------------- | ---------------- |
| NGC 1461     | SA(r)0^0^       | Lenticolare                 | 03h 48m 27.1s | -16° 23′ 34″  | 1467 ± 13               | 11,8                  | 20,0 ± 1,4     | 89               |
| MCG -3-10-41 | SB(s)dm         | Spirale barrata magellanica | 03h 43m 35.5s | -16° 00′ 52″  | 1215 ± 3                | 13,8248               | 16,1 ± 1,1     | 54               |
| MCG -3-10-45 | IBm pec?        | Irregolare magellanicae     | 03h 43m 35.5s | -16° 33′ 01″  | 1233 ± 9                | 12,7654               | 16,5 ± 1,2     | 12               |

Il sito DeepskyLog permette di trovare agevolmente le costellazioni in cui sono situate le galassie; in alternativa si possono utilizzare le coordinate delle galassie per individuarle. Se non altrimenti indicato, le coordinate sono quelle fornite dal sito NASA/IPAC (National Aeronautics and Space Administration / Infrared Processing and Analysis Center).